# Trädgård i norr

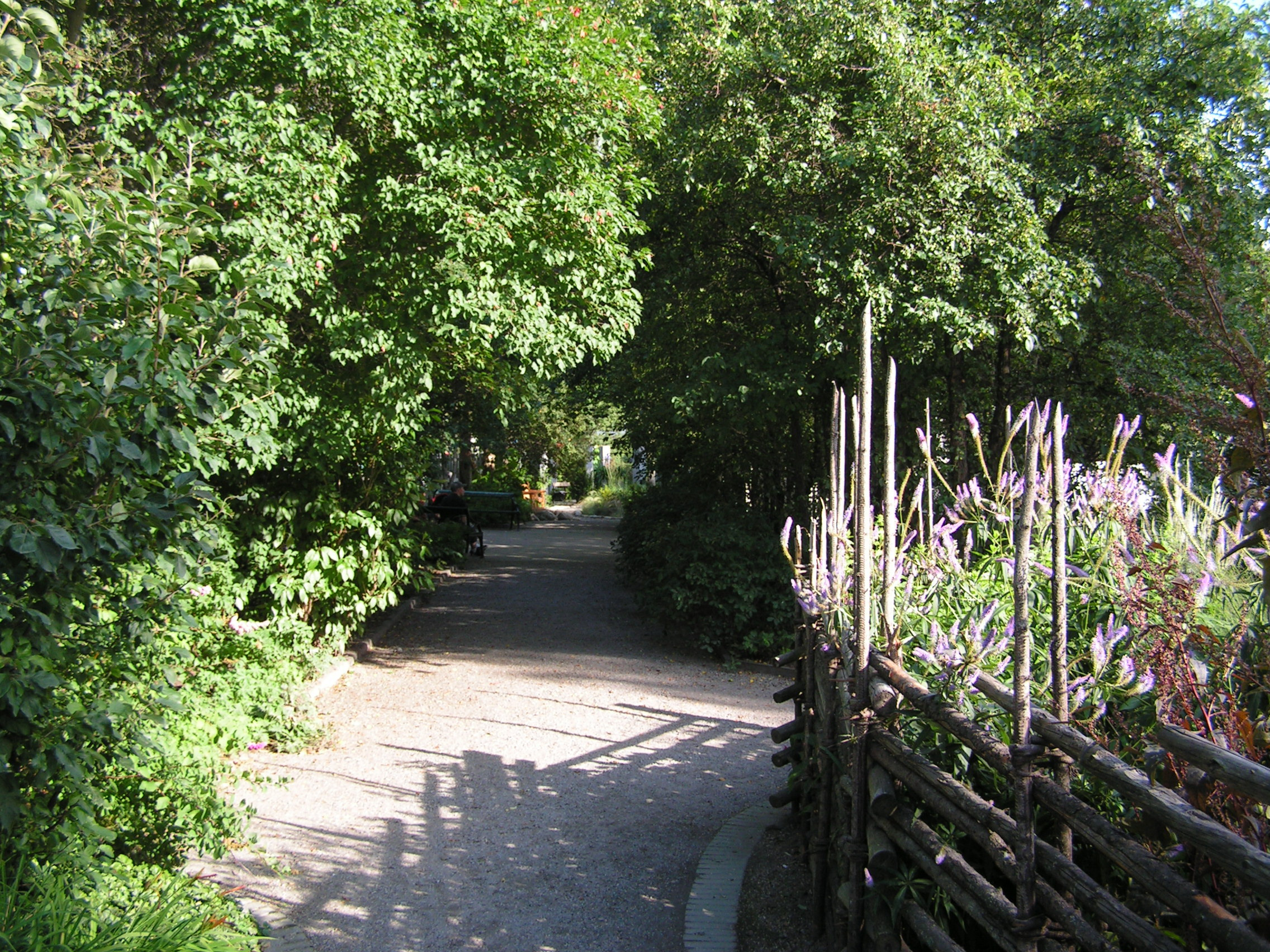
Trädgård i Norr i augusti 2007

Trädgård i norr var mellan 1987 och 2011 en park i centrala Umeå. Den låg som en avlång remsa mellan Västra Strandgatan och Umeälven, och hade samma utbredning i väst-östlig riktning som Rådhusparken på andra sidan om Västra Strandgatan. Parken genomkorsades av strandpromenaden, som går från småbåtshamnen på Lundåkern i väster till Sofiehem i öster. Trädgård i norr var den mest besökta parken i Umeå under sin tid.
Trädgården anlades på den gamla kajplatsen i samband med bostadsmässan Bo87 och var planerad att stå i två år, för att sedan ge plats åt en planerad breddning av Västra Strandgatan. I och med att trädgården blev mycket omtyckt av stadens innevånare och turister fick trädgården stå kvar. Trädgården genomgick flera större förändringar även om den grundläggande strukturen fanns kvar och det pågick ett kontinuerligt arbete med att förändra växtmaterialet i trädgården. Vid denna plats ligger även Umeå gästhamn, som består av en brygga med 26 båtplatser och en servicebyggnad.
Trädgård i norr ersätts av en annan parkanläggning på samma plats; en utvidgning av Rådhusparken.